# برکی، اوهایو
برکی (به انگلیسی: Berkey) یک روستا در ایالات متحده آمریکا است که در شهرستان لوکاس، اوهایو واقع شده‌است. برکی ۱۰٫۸۳ کیلومتر مربع مساحت و ۲۳۷ نفر جمعیت دارد و ۲۱۳ متر بالاتر از سطح دریا واقع شده‌است.